# Stereopsis humphreyi
Stereopsis humphreyi är en svampart som först beskrevs av Edward Angus Burt, och fick sitt nu gällande namn av Redhead & D.A. Reid 1984. Stereopsis humphreyi ingår i släktet Stereopsis och familjen Meruliaceae.   Inga underarter finns listade i Catalogue of Life.